# Gray Matter Interactive
Xatrix Entertainment – amerykański producent gier komputerowych z siedzibą w Los Angeles.

## Historia

### Xatrix Entertainment
Studio zostało założone w marcu 1993 r. przez Drew'a Markhama oraz Barry'ego Dempseya, i skupiało się na opracowywaniu nowych technologii, produkcji gier, oraz oferowaniu usługa dla TV. Pod koniec 1993 zademonstrowało w trakcie targów IAAPA (ang. International Association of Amusement Parks and Attractions, dosł. Międzynarodowe Stowarzyszenie Parków Rozrywki oraz Atrakcji) prototyp symulacji futurystycznych wyścigów SpeedScape; zaś niedługo później zaprojektowało i stworzyło 4-piętrowy growy obiekt Vertical Reality dla parków rozrywki Sega/Gameworks.
Na rynku gier studio zadebiutowało grą Cyberia. Tytuł okazał się sukcesem, i rok później, doczekał się drugiej części. W 1997 r. na silniku Build oparto grę Redneck Rampage, ta otrzymała pozytywne recenzje i doczekała się, zarówno bezpośredniej kontynuacji, jak i symulacji. Do 1999 r. produkty studia sprzedały się łącznie w 3 milionach egzemplarzy. Ostatnią grą studia była gra akcji Kingpin: Life of Crime. Choć otrzymała dobre recenzje, to dużą konkurencja na rynku oraz niefortunny debiut gry (niecałe dwa miesiące po tragicznych wydarzeniach w Columbine High School) sprawiło, że wokół gry narosły kontrowersje (pomimo że na pudełku widniała stosowna informacja, że gra jest przeznaczona dla dorosłych), co zmusiło twórców do jej ocenzurowania. Niestety, działania te nie pozwoliły tytułowi osiągnąć komercyjnego sukcesu.
W okolicach premiery gry, zespół rozpadł się. Wbrew ówczesnym plotkom (m.in. niewypłacalność, porzucenie przez wydawcę, kontrowersje związane z Kingpinem); za powód wygaśnięcia działalności Xatrix, twórcy wskazali decyzję założycieli, "że nadszedł czas na zmianę". Ci, wraz z dużą częścią dotychczasowej załogi (z pomocą Activision) założyli nowe studio, Gray Matter Interactive. Siedziba firmy była ulokowana niedaleko dawnej siedziby Xatrix.

### Gray Matter Interactive Studios
Po powołaniu do życia studia w 1999 r, rozpoczęto pracę nad kampanią singleplayer do Return to Castle Wolfenstein. Gra zadebiutowała w 2001 r, zaś sam zespół w styczniu 2002 został nabyty przez Activision. W tym okresie pracowano nad dodatkiem do Call of Duty o pt. United Offensive. W 2005 r. decyzją firmy-matki, studio włączono do firmy Treyarch, kończąc tym samym istnienie Gray Matter.

## Wyprodukowane gry
| Tytuł                                | Rok                       | Wydawca                   | Platforma                 | Uwagi                                                                              |
| jako Xatrix Entertainment            | jako Xatrix Entertainment | jako Xatrix Entertainment | jako Xatrix Entertainment | jako Xatrix Entertainment                                                          |
| ------------------------------------ | ------------------------- | ------------------------- | ------------------------- | ---------------------------------------------------------------------------------- |
| Cyberia                              | 1994                      | Interplay Productions     | DOS                       |                                                                                    |
| Cyberia 2: The Ressurection          | 1995                      | Interplay Productions     | DOS; Windows 9x           |                                                                                    |
| Redneck Rampage                      | 1997                      | Interplay Productions     | DOS                       | Tytuł ten został okrzyknięty "Najgorętszą grą roku 1997" wg magazynu Rolling Stone |
| Redneck Rampage Rides Again          | 1998                      | Interplay Productions     | DOS                       |                                                                                    |
| Redneck Deer Huntin'                 | 1998                      | Interplay Productions     | DOS                       | Do II połowy 1999 r. sprzedało się w ponad 100 tys. egzemplarzy                    |
| Quake II: The Reckoning              | 1998                      | Activision                | Microsoft Windows         | Dodatek do gry Quake II                                                            |
| Kingpin: Life of Crime               | 1999                      | Interplay Entertainment   | Microsoft Windows         |                                                                                    |
| jako Gray Matter Interactive Studios |                           |                           |                           |                                                                                    |
| Return to Castle Wolfenstein         | 2001                      | Activision                | Microsoft Windows         | Kampania singleplayer; za moduł wieloosobowy odpowiedzialne było Nerve Software    |
| Call of Duty: United Offensive       | 2004                      | Activision                | Microsoft Windows         | Oficjalny dodatek do gry Call of Duty                                              |